# Vitry-le-François
Vitry-le-François is een gemeente in het Franse departement Marne in de regio Grand Est. De gemeente telde 11.349 inwoners op 1 januari 2022. De plaats is de onderprefectuur van het arrondissement Vitry-le-François.
De stad dankt haar naam aan de Franse koning Frans I die hier in 1545 een nieuwe versterkte stad liet bouwen.

## Geschiedenis
Het oude Vitry-en-Perthois werd bijna volledig vernield door een stadsbrand in 1544. Deze vond plaats tijdens de belegering van Saint-Dizier door het leger van keizer Karel V. Het is onduidelijk of de Spanjaarden of de Fransen de brand hebben aangestoken. De Franse koning Frans I gaf op 29 april 1545 opdracht aan de Italiaanse architect Girolamo Marini om een volledig nieuwe versterkte stad te bouwen. De stad kreeg een nieuwe naam en een nieuw wapen, met daarin een gouden salamander in rode vlammen. De nieuwe stad kwam naast de oude stad, op de plaats van het dorp Maucourt. Het ging om een vierhoekig ontwerp met gelijke zijden van 612 meter. In elke zijde was er een poort met ophaalbrug. De stad kreeg een dambordpatroon met een centraal plein.
In 1745 werden de oude poorten vervangen en met als grootste de Porte du Pont op de weg naar Parijs. Deze monumentale poort werd in 1939 ontmanteld en in 1982 heropgebouwd op een nieuwe plaats. Tussen 1629 en 1754 werd aan de collegiale kerk Notre-Dame gebouwd. In 1895 werd de onafgewerkte bouw hervat.

### Wereldoorlogen
Op 4 augustus 1914 installeerde de Franse generaal Joffre zijn hoofdkwartier in Vitry. Een maand later, op 5 september, trokken de Duitsers de stad binnen, die tegen dan geëvacueerd was. Tijdens de Eerste Slag bij de Marne in de volgende dagen liep de stad grote schade op. Vitry kreeg het Croix de guerre 1914-1918 toegekend. Op 16 mei 1940 brandde een kwart van de stad af ten gevolge van een bombardement met brandbommen en op 13 juni 1940 werd de rest van de stad vernield tijdens een veldslag. Minder dan 10% van de gebouwen bleef onbeschadigd. Op 28 juni 1944 stierven 105 burgers tijdens een geallieerd luchtbombardement.

### Wederopbouw
Tijdens de jaren 1950 werd de stad heropgebouwd waarbij het 16e-eeuwse grondplan werd gevolgd. Maar enkel de verdedigingswerken en één burgerhuis in de rue de la Tour zijn nog 16e-eeuws. Bij de werken werden de stadsgrachten en het kanaal langs de noordelijke zijde van de stad gedempt met puin. In de jaren 50 en 60 van de 20e eeuw werden nieuwe woonwijken gebouwd rond de oude stad.

## Geografie
De oppervlakte van Vitry-le-François bedroeg op 1 januari 2022 6,45 vierkante kilometer; de bevolkingsdichtheid was toen 1.759,5 inwoners per km². Bij de stad mondt de rivier Saulx uit in de Marne. In de gemeente ligen ook het Marne-Rijnkanaal, het Canal entre Champagne et Bourgogne en het Canal latéral à la Marne.
De onderstaande kaart toont de ligging van Vitry-le-François met de belangrijkste infrastructuur en aangrenzende gemeenten.

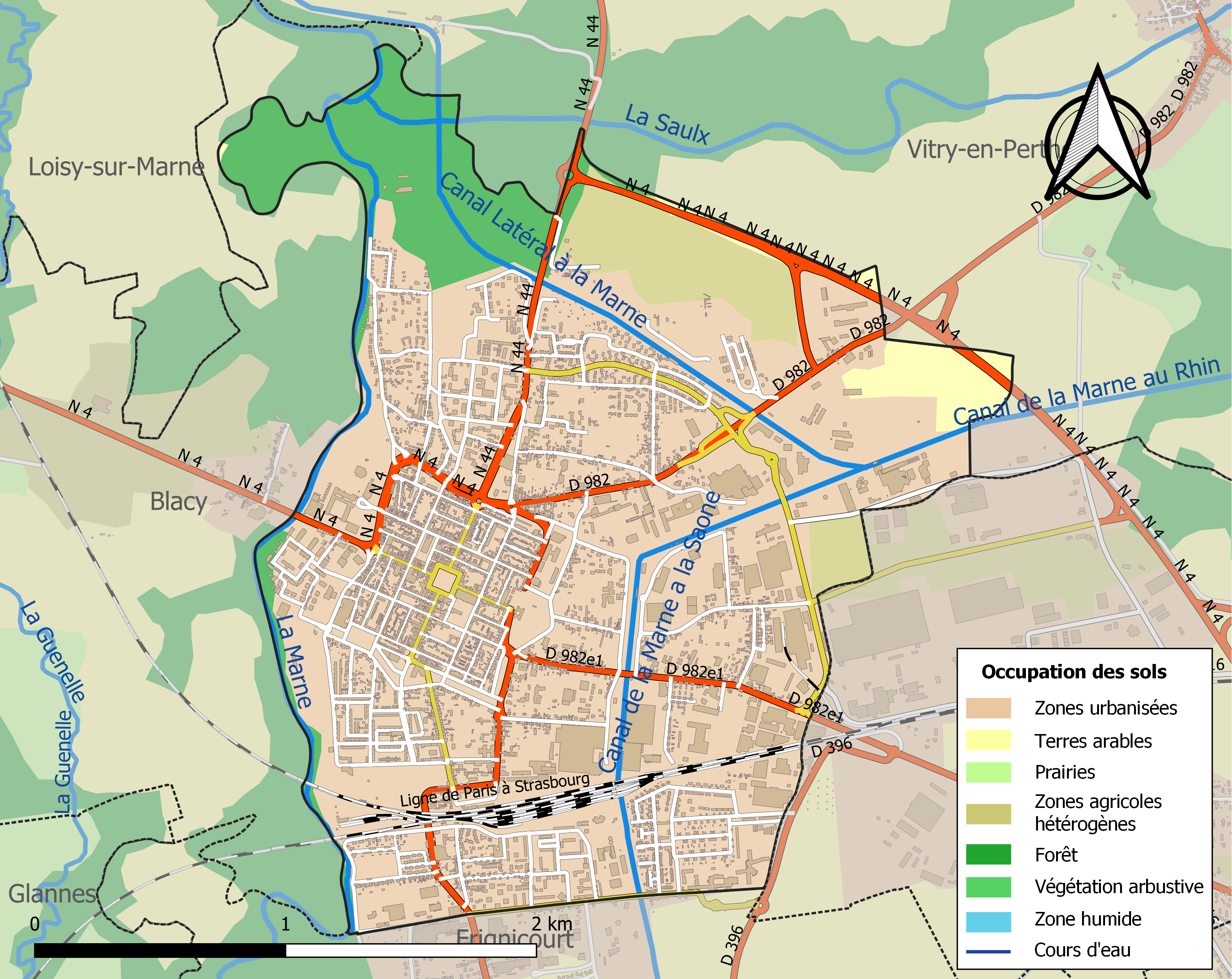

## Verkeer en vervoer
In de gemeente ligt spoorwegstation Vitry-le-François.

## Demografie
Onderstaande figuur toont het verloop van het inwonertal (bron: INSEE-tellingen).

## Geboren in Vitry-le-François
- Jean-François Paillard (1928-2013), orkestdirigent
- Benoît Croissant (1980), voetballer

## Afbeeldingen

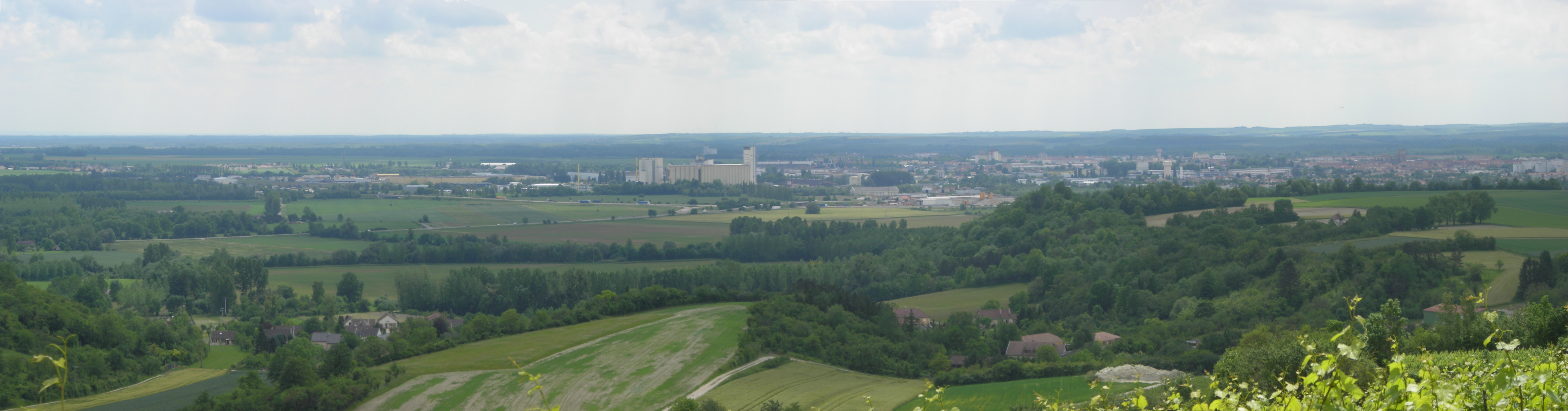
Gezicht op Vitry-le-François
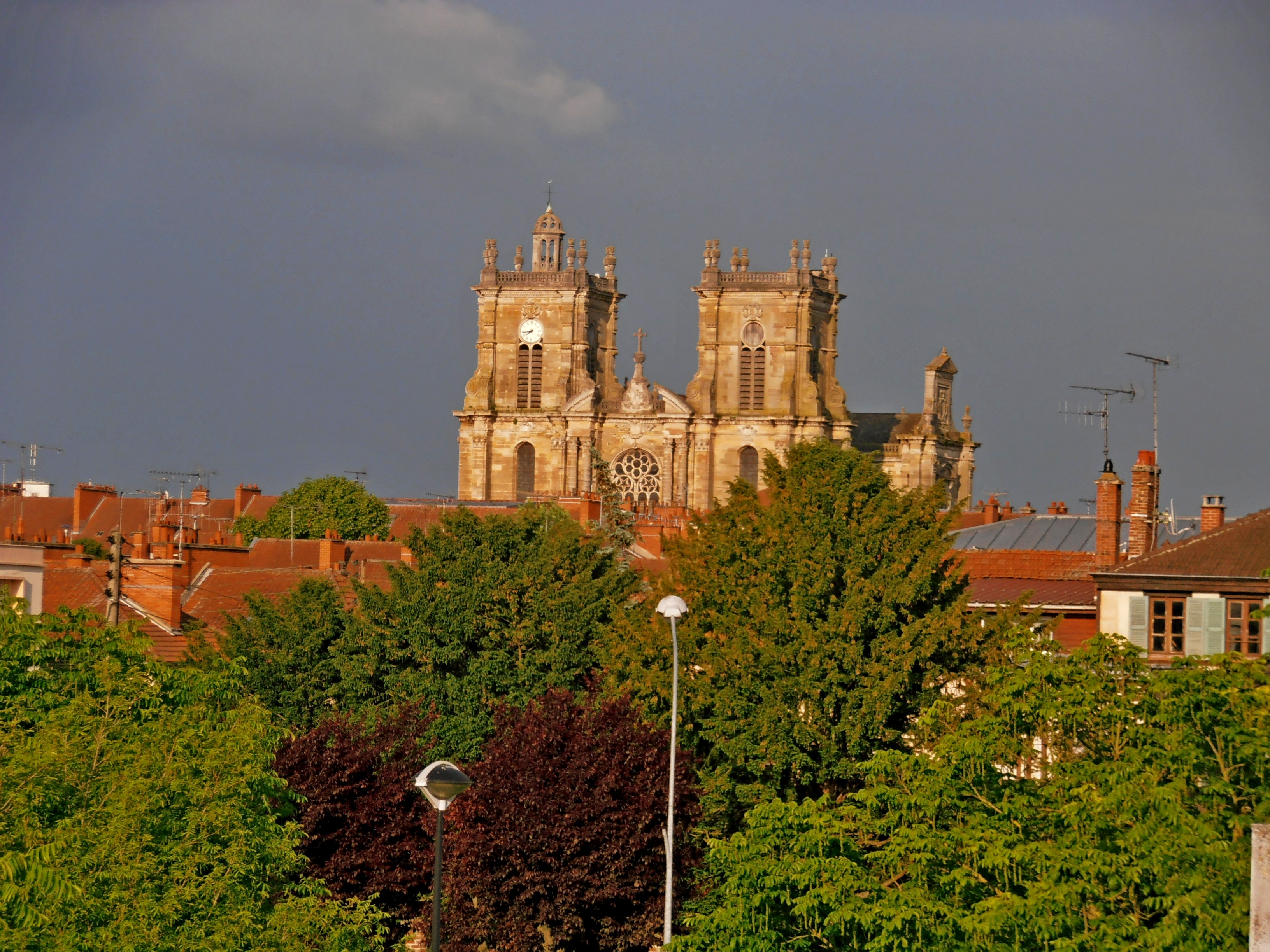
Collegiale kerk Notre-Dame
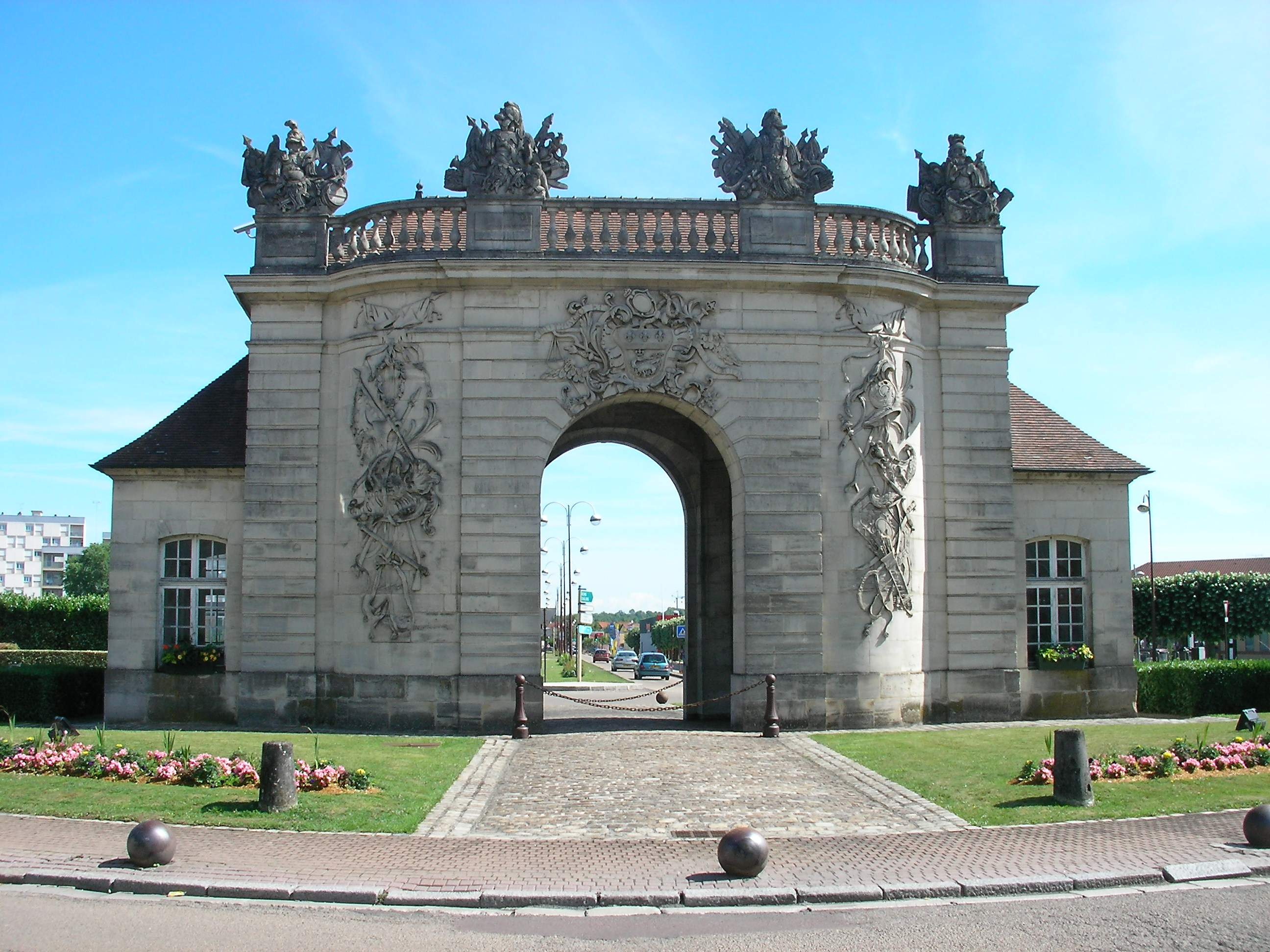
Porte du Pont
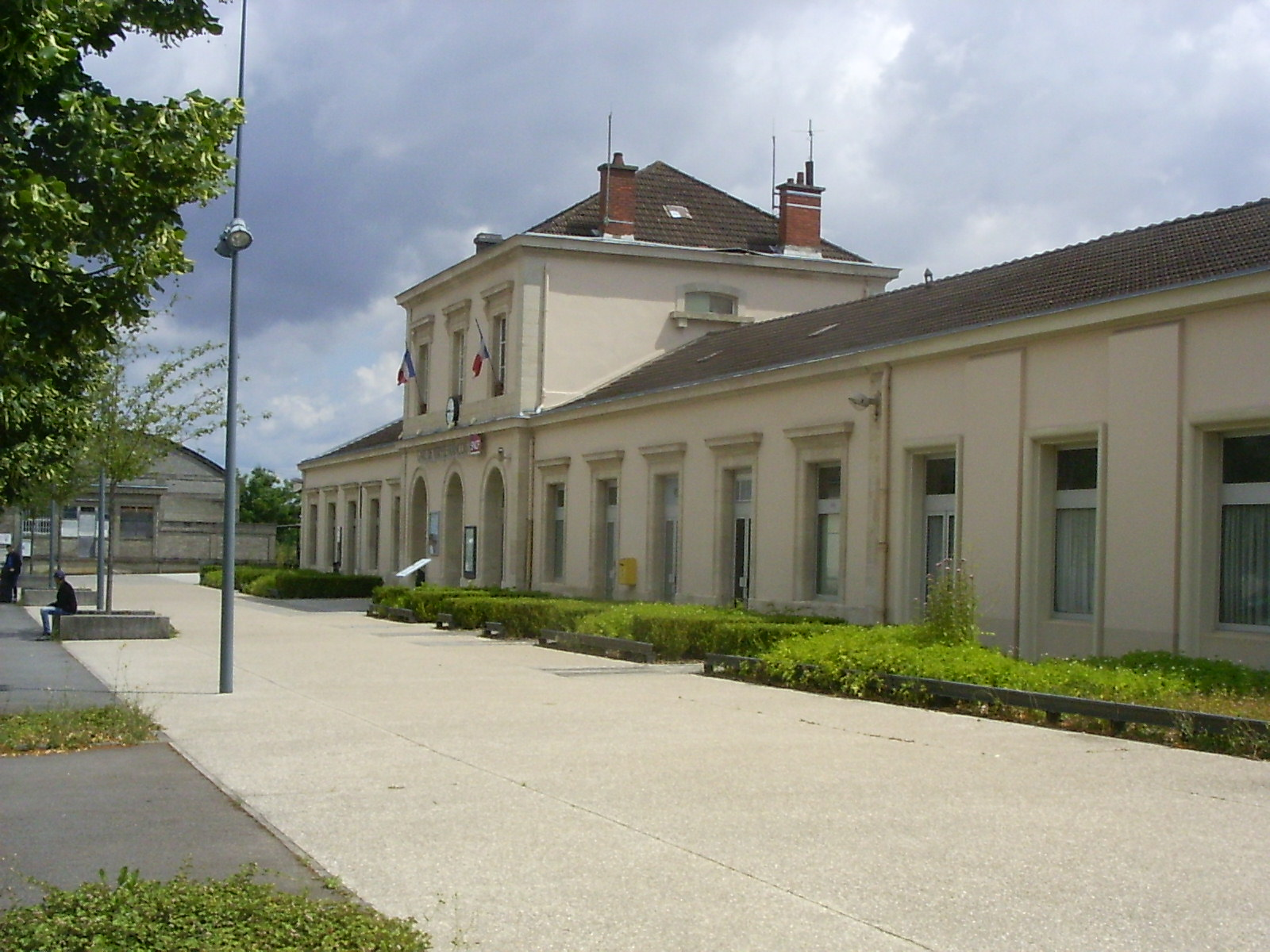
Station